# Ituglanis nebulosus
Ituglanis nebulosus es una especie de peces de la familia Trichomycteridae en el orden de los Siluriformes.

## Distribución geográfica
Se encuentran en Sudamérica: Guayana Francesa.